# Yen Tan
Yen Tan (nascido em 12 de março de 1975) é um produtor e diretor de cinema independente americano nascido na Malásia.

## Juventude
Tan emigrou da Malásia aos 19 anos e mora em Dallas, Texas.

## Carreira
Ele é conhecido pelos filmes premiados Happy Birthday (2002) e Deadroom (2005). Ele também dirigiu Ciao (2008), de temática gay, que co-escreveu com o ator principal do filme, Alessandro Calza.
Seu roteiro semifinalista do laboratório de roteiro Pit Stop foi selecionado pelo Outfest Screenwriting Lab. O filme também foi exibido no Festival Sundance de Cinema de 2013. Ele também foi finalista do prestigiado Prêmio Vilcek de Promessa Criativa.

## Vida pessoal
Tan é abertamente gay.

## Filmografia

### Diretor
Longas-metragens
- 2002: Happy Birthday
- 2005: Deadroom (co-dirigido com James M. Johnston, David Lowery e Nick Prendergast)
- 2008: Ciao
- 2013: Pit Stop
- 2018: 1985

Curtas-metragens
- 2001: Love Stories
- 2008: Coda
- 2011: Wanted
- 2016: 1985

### Produtor
- 2005: Deadroom
- 2008: Coda (curta)
- 2008: My Mom Smokes Weed (curta)

### Ator
- 2011: 3 Thumbs Up como ele mesmo (documentário)

## Prêmios
Por Happy Birthday
- 2002: Ganhou o Prêmio do Júri de "Melhor Longa-Metragem - Gay Masculino" no Philadelphia International Gay & Lesbian Film Festival
- 2002: Ganhou o prêmio Apresentação de Novos Diretores - Melhor Filme no Portland LGBT Film Festival
- Também ganhou menção honrosa no Image+Nation em Montreal

Por Deadroom
- 2005: Ganhou o Prêmio de Diretor no Texas Film Festival (compartilhando com James M. Johnston, David Lowery e Nick Prendergast)